# Nathalie Boileau
Pour les articles homonymes, voir Boileau.
Nathalie Boileau est une compositrice québécoise.

## Biographie
Nathalie Boileau commence l'apprentissage de la musique avec le piano dès l'âge de 5 ans. A ne pas confondre avec l'artiste Française, du même homonyme.
Elle possède une scolarité de Maîtrise en techniques d'écriture musicale de l'Université de Montréal.
Il y a maintenant 18 ans qu'elle travaille sur des musiques de films, ayant débuté en tant que collaboratrice, superviseure musicale et pianiste de studio sur de nombreux films pour le compositeur Pierre Desrochers.

## Discographie de Films
- Comme compositrice :
  - 1998 : La Déroute
  - 1998 : Un 32 août sur terre
  - 2000 : La Femme qui boit
  - 2002 : Québec-Montréal
  - 2003 : Les invasions barbares
  - 2005 : La Vie avec mon père
  - 2006 : La Vie secrète des gens heureux